# Lingue pahari
Le lingue pahari (पहाड़ी (Devanagari) da pahar 'montagna'), anche chiamate lingue indoarie settentrionali, sono un gruppo di lingue indoarie, appartenenti alla famiglia linguistica indoeuropea, parlate nella zona himalayana, dal Nepal ad est fino agli stai indiani dell'Uttarakhand, Himachal Pradesh e Jammu e Kashmir ad ovest.

## Classificazione
Le lingue pahari possono essere distinte in tre gruppi geograficamente delimitati:
[tra parentesi quadre il codice di classificazione internazionale linguistico]
- Pahari orientali (parlate nel Nepal)
  - Lingua jumli [jml]
  - Lingua palpa [plp]
  - Lingua nepalese [nep]
- Pahari Centrali (due lingue parlate, in diversi dialetti, nello stato indiano dello Uttarakhand, regioni del Kumaon e Garhwal)
  - Lingua kumaoni [kfy]
  - Lingua garhwali [gbm]
- Pahari occidentali (17 lingue parlate nello Himachal Pradesh e nella regione dello Jammu dello Jammu e Kashmir e in Pakistan
  - Lingua bhadrawahi [bhd]
  - Lingua bhattiyali [bht]
  - Lingua bilaspuri [kfs]
  - Lingua chambeali [cdh]
  - Lingua churahi [cdj]
  - Lingua dogri [dgo]
  - Lingua gaddi [gbk]
  - Lingua harijan kinnauri [kjo]
  - Lingua hinduri [hii]
  - Lingua jaunsari [jns]
  - Lingua kangri [xnr]
  - Lingua kullu pahari [kfx]
  - Lingua mahasu pahari [bfz]
  - Lingua mandeali [mjl]
  - Lingua pahari-potwari [phr]
  - Lingua pangwali [pgg]
  - Lingua sirmauri [srx]

Secondo alcune classificazioni le due lingue pahari centrali non possono essere considerate appartenenti a un unico ceppo e quindi le collocano in due rami diversi ognuno formato da una sola lingua.